# 3sat
3sat (читається драй зат) — громадський центральноєвропейський телеканал без реклами, яким спільно мовлять ZDF, ORF, SRG SSR та організації-члени ARD. Мовлення ведеться німецькою мовою (залежно від виробника тієї чи іншої передачі, або «високою німецькою», або австрійським варіантом німецької мови) і звернене насамперед до аудиторії в Німеччині, Австрії та Швейцарії (основних країнах німецькомовного світу).
3sat створено для трансляції культурних програм, спочатку зі супутника. Канал був заснований як спільний телеканал німецької ZDF, австрійської ORF і швейцарської SRG SSR. 3sat почав мовлення 1 грудня 1984 року. На чолі спільного проекту стоїть ZDF, хоча рішення приймаються на основі консенсусу серед усіх партнерів.
Коли 1990 року DFF, телерадіомовник з Німецької Демократичної Республіки, став четвертим членом проєкту, розглядалася можливість зміни назви каналу на «4sat», але врешті-решт прийнято рішення зберегти оригінальну назву «3sat». Членство DFF припинилося 31 грудня 1991 року, оскільки, відповідно до Договору про об'єднання Німеччини, DFF просто припинила існування.
1 грудня 1993 року до проєкту приєдналася ARD.
3sat транслюється 24 години на добу, 7 днів на тиждень. Канал доступний зі супутника (з європейського супутникового угруповання «Astra» у позиції 19,2° сх. д.), на кабельному телебаченні, а в Австрії та Німеччині і в цифровому ефірі.
Від 2003 року канал можуть дивитися 40 млн сімей у Німеччині, Австрії та Швейцарії і 85,5 мільйонів сімей в Європі.